# Іллеш Шпітц
І́ллеш Шпітц (угор. Spitz Illés) (нар. 2 лютого 1902, Будапешт — пом. 1 жовтня 1961, Скоп'є) — угорський футболіст, що грав на позиції нападника, футбольний тренер.
Відомий виступами, зокрема, за клуб «Уйпешт», а також національну збірну Угорщини. Як тренер досяг найбільших успіхів, працюючи в клубі «Партизан».

## Клубна кар'єра
Починав кар'єру у клубі «Немзеті» з Будапешта, з яким уперше виступав в елітному угорському дивізіоні в сезоні 1919/20. У 1924 році знову пробився з командою до Ліги 1. Наступні два сезони команда посідала високі для себе шосте й п'яте місця в чемпіонаті. Шпітц був провідним гравцем клубу, про що свідчать виклики в національну збірну, де він як гравець «Немзеті» провів два матчі. У 1927 році Шпітц був запрошений до складу одного з лідерів чемпіонату — «Уйпешта».
У складі «Уйпешта» виступав до 1934 року, заставши один із найуспішніших періодів в історії клубу. Грав переважно на позиції лівого інсайда в тодішній схемі з п'ятьма нападниками, яку використовували майже всі команди світу. У 1930 році завоював з клубом перший у його історії титул чемпіона країни, відігравши 19 матчів, у яких забив 15 м'ячів. Через рік команда знову стала чемпіоном, а на рахунку Шпітца 14 голів у 21 матчі турніру.
У 1929 році Іллеш виграв з командою Кубок Мітропи, турнір для найсильніших клубів Центральної Європи. У першому фінальному матчі проти празької «Славії», який завершився перемогою угорців 5:1, відзначився двома забитими голами. Матч-відповідь приніс нічию 2:2. Загалом у Кубку Мітропи на рахунку гравця 8 матчів і 3 голи у 1929—1932 роках.
«Уйпешт» і «Славія» через рік знову зустрілися у фіналі міжнародного турніру — Кубку Націй. Ці змагання відбулися у Женеві під час проведення Чемпіонату світу в Уругваї. У ньому брали участь чемпіони або володарі кубків більшості провідних у футбольному плані континентальних країн Європи. «Уйпешт» почергово переграв іспанський «Реал Уніон» (3:1), голландський «Гоу Егед» (7:0), швейцарський «Серветт» (3:0) і «Славію» у фіналі (3:0).
Після «Уйпешта» виступав протягом двох років у Швейцарії в складі клубів «Санкт-Галлен» і «Цюрих».

## Виступи за збірну
18 січня 1925 року дебютував в офіційних матчах у складі національної збірної Угорщини ще гравцем клубу «Немзеті» в грі проти збірної Італії (2:1), одразу ж відзначився забитим голом на 27-ій хвилині матчу. Ще один матч відіграв у 1926 році, після чого не викликався в збірну до 1931 року. Протягом 1931 р. зіграв 4 матчі й відзначився двома голами. Брав участь у матчах другого розіграшу Кубка Центральної Європи.

## Тренерська кар'єра
Уся тренерська кар'єра Шпітца пройшла в Югославії. Першим його клубом був «Хайдук» із міста Спліт. Під час Другої світової війни працював у команді «Граджянскі» (Скоп'є).
Найбільшого тренерського успіху Шпітц досягнув у белградському клубі «Партизан». Протягом 1946—1955 років двічі з командою ставав чемпіоном країни і тричі володарем національного кубка.
Останнім клубом тренера став «Вардар» із Скоп'є. Шпітц був причетний до першого значного успіху клубу, коли «Вардар» у 1961 році, виступаючи у другій югославській лізі, став володарем кубка країни. У вирішальних матчах турніру й у самому фіналі, щоправда, тренером команди був інший угорський спеціаліст Анталь Ліка. 1 жовтня 1961 року під час матчу «Вардар» – ОФК Белград у Шпітца стався серцевий напад, від якого він помер.

## Досягнення

### Гравець
- Володар Кубка Мітропи: 1929
- Чемпіон Угорщини: 1929–30, 1930–31
- Володар Кубка Націй 1930

### Тренер
- Чемпіон Югославії: 1946–47, 1948–49
- Володар Кубка Югославії: 1947, 1952, 1954

## Статистика виступів за збірну
| Дата       | Місто    | Господарі      | Результат | Гості     | Турнір                             | Голи | Примітки |
| ---------- | -------- | -------------- | --------- | --------- | ---------------------------------- | ---- | -------- |
| 18/01/1925 | Мілан    | Італія         | 1 – 2     | Угорщина  | товариський матч                   | 1    |          |
| 02/05/1926 | Будапешт | Угорщина       | 0 – 3     | Австрія   | товариський матч                   | -    |          |
| 22/03/1931 | Прага    | Чехословаччина | 3 – 3     | Угорщина  | Кубок Центральної Європи 1931—1932 | -    |          |
| 12/04/1931 | Будапешт | Угорщина       | 6 – 2     | Швейцарія | Кубок Центральної Європи 1931—1932 | -    |          |
| 04/10/1931 | Будапешт | Угорщина       | 2 – 2     | Австрія   | Кубок Центральної Європи 1931—1932 | 1    |          |
| 08/11/1931 | Будапешт | Угорщина       | 3 – 1     | Швеція    | товариський матч                   | 1    |          |
| Усього     |          | Матчів         | 6         |           | Голів                              | 3    |          |